# Rueglio
Rueglio é uma comuna italiana da região do Piemonte, província de Turim, com cerca de 778 habitantes. Estende-se por uma área de 15 km², tendo uma densidade populacional de 52 hab/km². Faz fronteira com Trausella, Meugliano, Castellamonte, Alice Superiore, Vico Canavese, Issiglio, Pecco, Castelnuovo Nigra, Vistrorio.

## Demografia
| Variação demográfica do município entre 1861 e 2011                               |
|                                                                                   |
| Fonte: Istituto Nazionale di Statistica (ISTAT) - Elaboração gráfica da Wikipedia |